# Polo norte

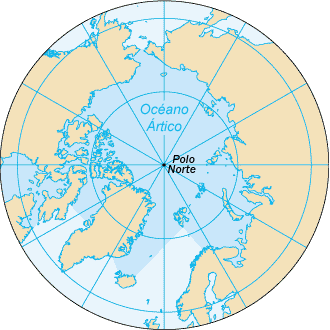
Una proyección acimutal mostrando el océano Ártico y el Polo Norte Geográfico.

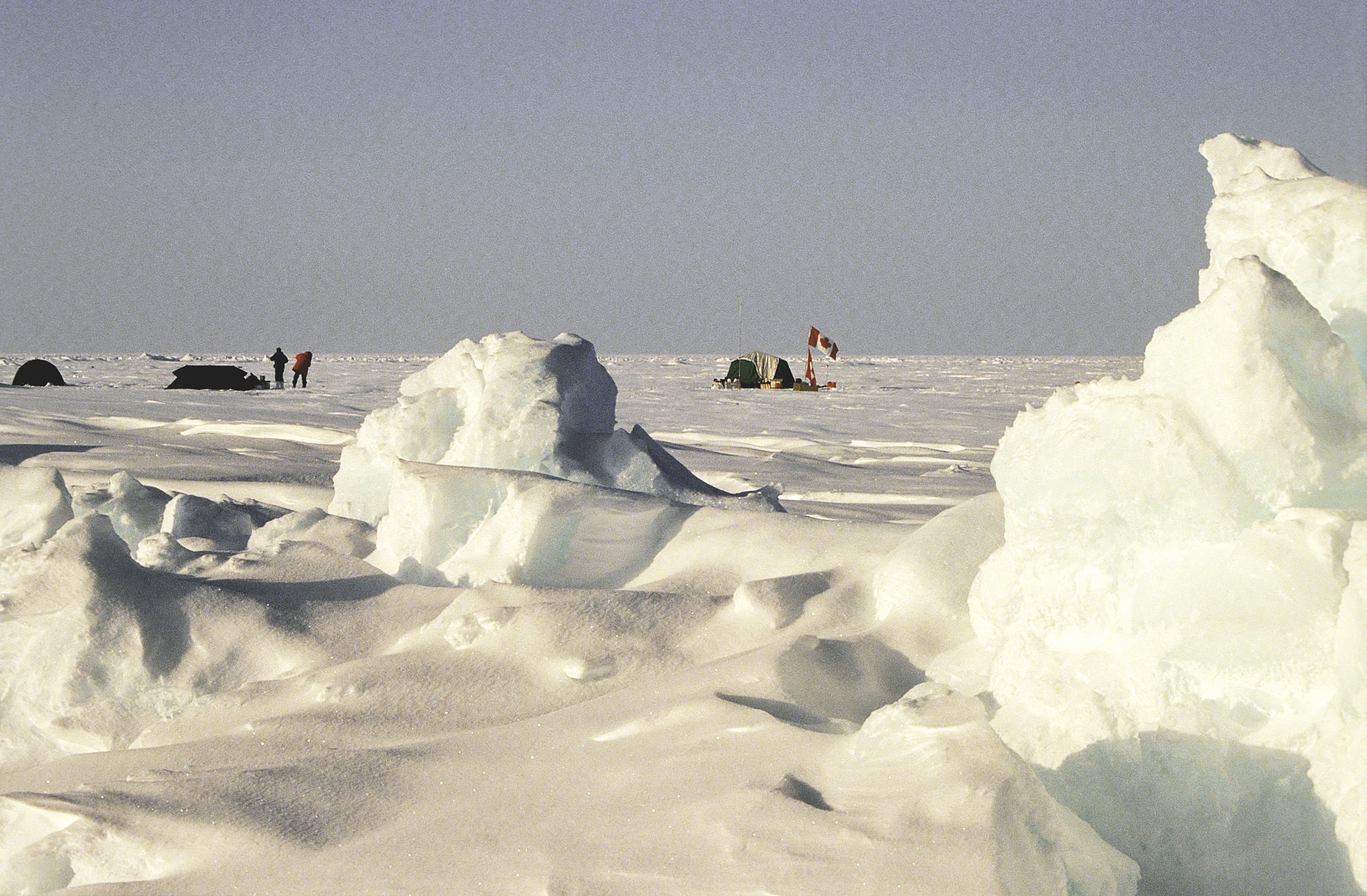
La banquisa del océano Ártico en el polo norte geográfico, el espesor del hielo perforado era de 2,5 metros, el 17 de abril de 1990

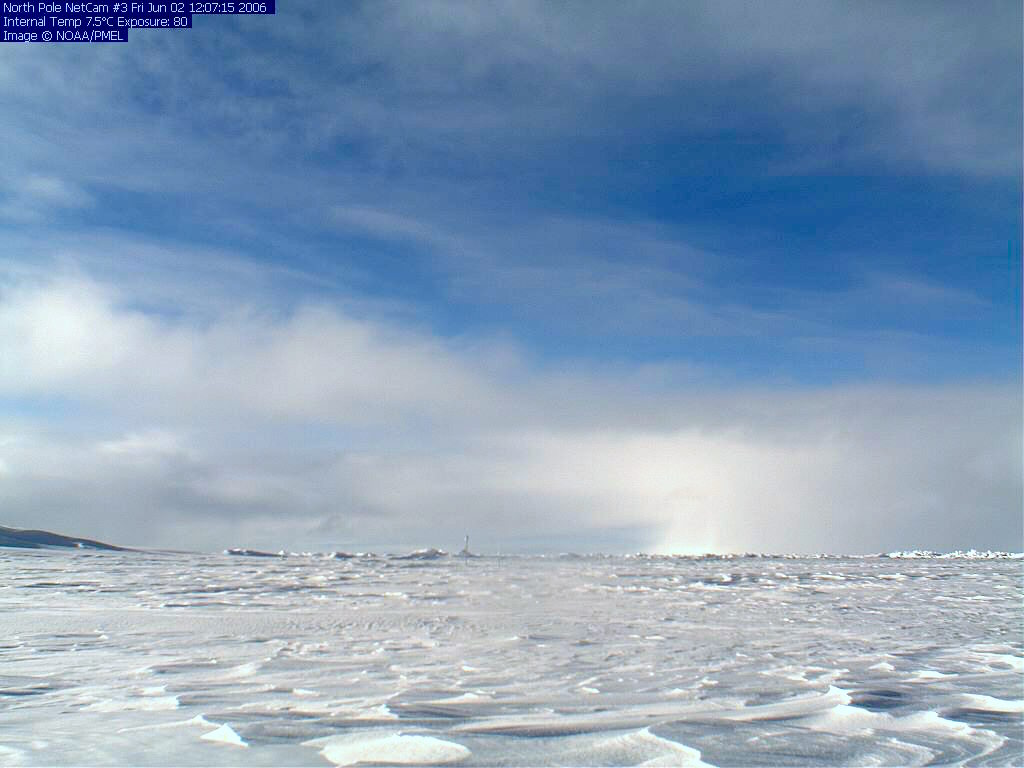
Imagen de una cámara situada en el polo norte instalada por la NOAA

El polo norte, también conocido como polo norte geográfico, es uno de los dos puntos de la superficie de un planeta coincidente con el eje de rotación; es opuesto al polo sur. Todos los cuerpos celestes poseen un polo norte y otro sur, cuyo eje de rotación no suele ser perpendicular al eje de traslación. Así, los de la Tierra forman un ángulo de 23,5°, y los de Urano, 97°.[cita requerida]
El polo norte geográfico terrestre está situado en el océano Ártico, donde el mar está cubierto por un casquete de hielo o banquisa.
Aparte del polo norte geográfico existen otros polos relacionados: el polo norte celeste, el polo de inaccesibilidad, el magnético y el geomagnético.[cita requerida]
- El polo norte celeste es un punto imaginario, intersección del eje de rotación terrestre con la esfera celeste.
- El polo norte de inaccesibilidad es el punto en el océano Ártico y el País de Groenlandia más alejado de todas las tierras circundantes. Se encuentra actualmente a 84°03′N, 174°51′O.
- El polo norte magnético es el área del norte en la cual el campo geomagnético tiene dirección perpendicular a la superficie terrestre. El polo norte magnético no es un punto, sino un área extensa. Una brújula situada horizontalmente en este polo no orienta su aguja, al encontrarse perpendicular a las líneas de fuerza magnéticas, y si se la sitúa en posición tal que esté paralela a esas líneas, la aguja apuntará a la superficie terrestre. La posición del polo norte magnético se desplaza continuamente a una velocidad variable, de unos 10 km anuales en tiempo histórico, aunque se ha incrementado recientemente hasta los 40 km por año.[2] Debido a las inversiones periódicas del campo magnético terrestre, ha estado situado varias veces en el hemisferio sur; la última inversión tuvo lugar hace 780 000 años. Actualmente está situado a unos 1600 km del polo norte geográfico, cerca de la isla de Bathurst, en la parte septentrional del Canadá, en el territorio de Nunavut. Hay que tener en cuenta que a pesar de ser llamado polo norte magnético por razones históricas, en realidad el polo norte magnético terrestre es actualmente un polo sur.[3]
- El polo norte geomagnético es el punto del polo norte magnético más cercano al polo norte geográfico.

La profundidad del mar al polo Norte ha sido medida en 4261 metros. Se considera que la tierra más cercana es la isla Kaffeklubben, a unos 700 km de Polo (83°40′N 29°50′O / 83.667, -29.833), al norte de las costas de Groenlandia.

## Ubicaciones históricas del polo Norte
El eje de rotación de la Tierra - y por lo tanto la posición del polo Norte - se creía que era fija (en relación con la superficie de la Tierra) hasta que, en el XVIII, el matemático Leonhard Euler predijo que el eje podría tener un ligero "balanceo". A comienzos del siglo XX, los astrónomos observaron una pequeña "variación de la latitud", determinada fijando un punto de la Tierra mediante la observación de las estrellas. Parte de esta variación se puede atribuir a un desplazamiento de Pol a través de la superficie de la Tierra, en un rango de unos pocos metros. El desplazamiento tiene varios componentes periódicos y un componente irregular. El componente con un periodo de unos 435 días se identifica con los 8 meses de desplazamiento predichos por Euler que actualmente se denomina Bamboleo de Chandler, su descubridor. El punto exacto de intersección del eje de la Tierra y la superficie de la Tierra, en un momento dado, se denomina el "polo instantáneo", pero debido al "balanceo" esto no puede ser usado como una definición de un polo Norte fijo (o el polo Sur).
Es mejor vincular el sistema de coordenadas de la Tierra (latitud, longitud, y las elevaciones o orografía) a las formaciones terrestres fijas. Por supuesto, teniendo en cuenta la tectónica de placas y la isostasia, no hay ningún sistema en el cual se puedan fijar todos los elementos geográficos. Sin embargo, el Servicio Internacional de Rotación de la Tierra y la Unión Astronómica Internacional, han definido un marco llamado Sistema Internacional de Referencia Terrestre. El polo Norte de este sistema define el Norte geográfico para trabajos de precisión, sin que coincida con el eje de rotación.

## Expediciones

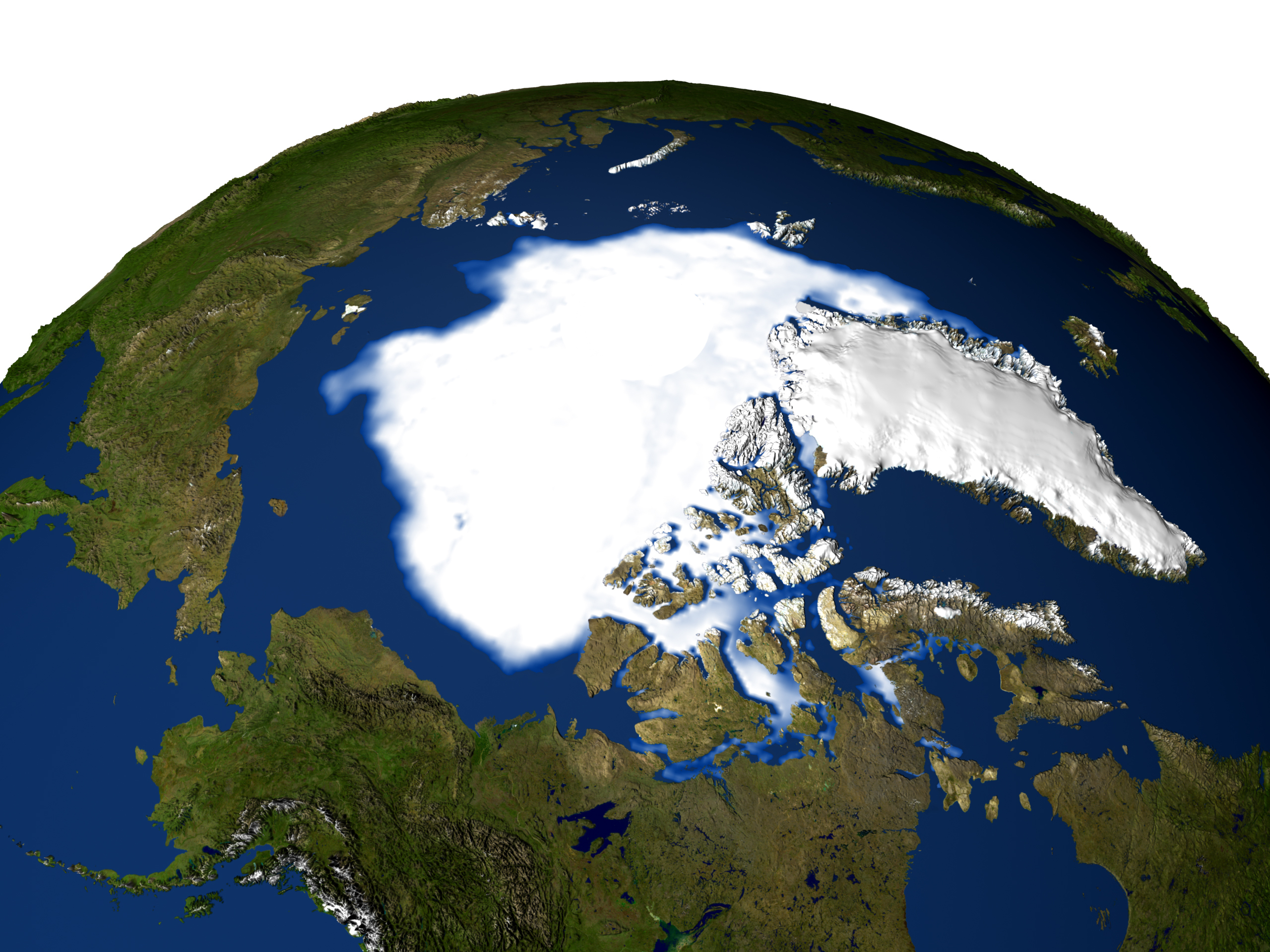
Imagen Artística de la extensión del casquete polar hecha por la NASA en 2005

### Antes de 1900
Ya en el siglo XVI, muchas personas eminentes creyeron (correctamente) que el polo Norte estaba al mar, que en el XIX se denominó Polinia o Mar polar abierto. Por lo tanto, se esperaba que se podría encontrar un camino a través del hielo en épocas del año. Varias expediciones se propusieron encontrar el camino, generalmente en barcos balleneros, ya de uso común en las frías latitudes norteñas.
Una de las primeras expediciones creadas con la intención explícita de lograr alcanzar el polo Norte era la de un funcionario naval británico, William Edward Parry, que en 1827 llegó a la latitud 82° 45′ N. En 1871 la Expedición Polaris, un intento conducido por el estadounidense Charles Francis Hall, acabó en catástrofe. Entre 1879 y 1881 una expedición oficial de la Marina de los Estados Unidos comandada por George Washington DeLong también acabó trágicamente cuando su barco, el USS Jeanette, fue destrozado por el hielo. Más de la mitad de la tripulación, incluidos los DeLong, desaparecieron.
En abril de 1895 los exploradores noruegos Fridtjof Nansen y Fredrik Hjalmar Johansen hicieron una expedición en esquíes saliendo desde un barco. La pareja llegó a la latitud 86° 14′ N antes de verse obligados a volver, se acercaron hasta 3 grados y 46 minutos del polo norte geográfico.
En 1897 el ingeniero sueco Salomon August Andrée y dos compañeros trataron de llegar al polo Norte en el globo de hidrógeno Örnen ("Águila"), pero cayeron a 300 km al norte de Kvitøya, el extremo más septentrional del archipiélago de Svalbard, y murieron. En 1930 los restos de esta expedición fueron encontrados por la expedición noruega Bratvaag.
El explorador italiano Luigi Amedeo, duque de los Abruzzi y el capitán Umberto Cagni de la Marina Real Italiana (Marina Regía) navegaron con el ballenero Stella Polare desde Noruega en 1899. El 11 de marzo de 1900 Cagni condujo una expedición por sobre el hielo y llegó a la latitud 86°34′ el 25 de abril, estableciendo un nuevo récord por encima del resultado de Nansen de 1895 por 35 o 40 kilómetros. Cagni a penas consiguieron volver al campamento, permaneciendo allí hasta el 23 de junio. El 16 de agosto el Stella Polare zarpó en dirección sur y volvió a Noruega.

### 1900-1940

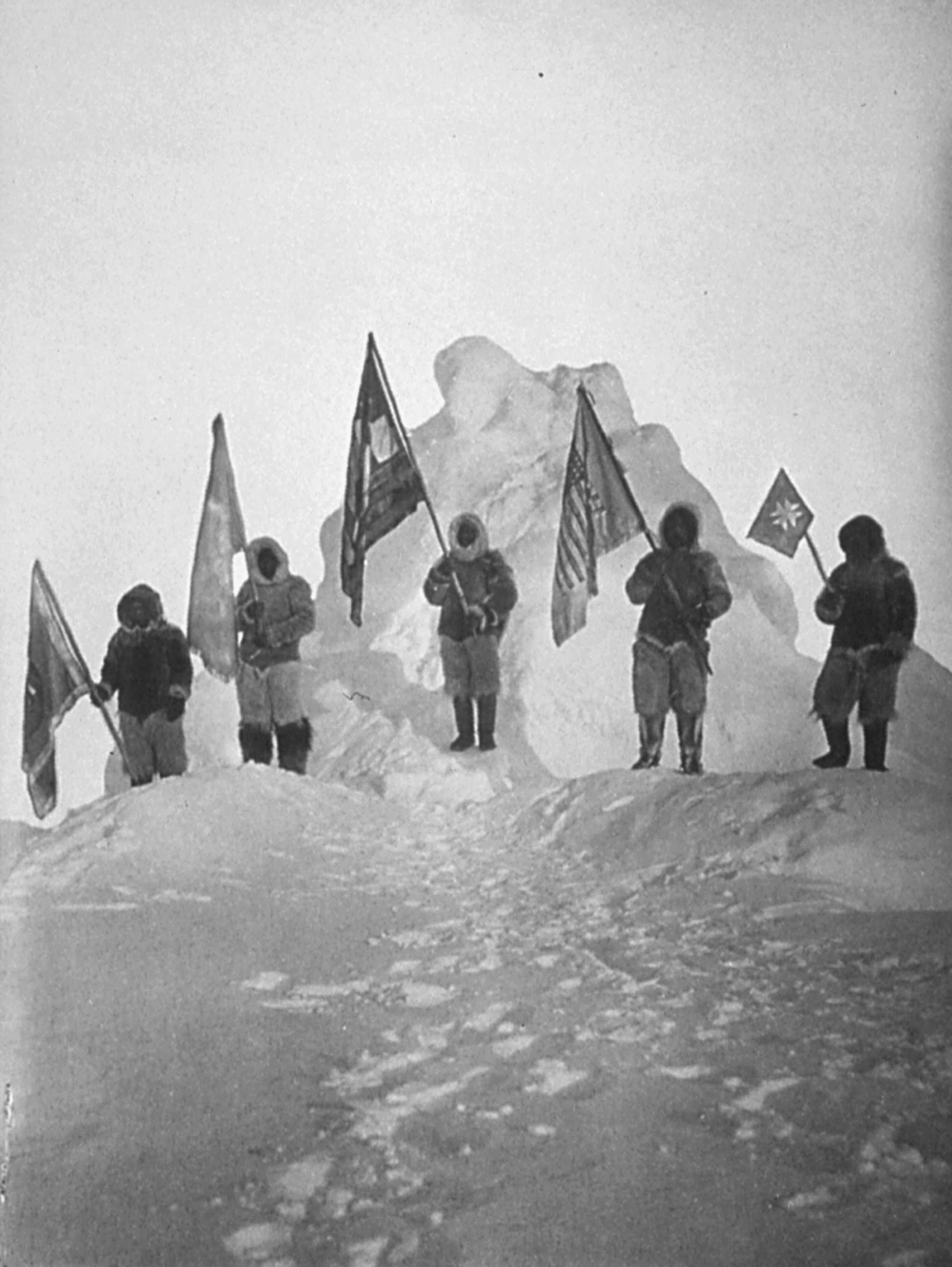
El 6 de abril del 1909 Robert E. Peary y un equipo formado por esquimales (Ooqueah, Ootah, Henson, Egingwah y Seeglo) afirmaron ser los primeros a llegar al polo Norte geográfico.

El explorador americano Frederick Albert Cook, dijo que había llegado al polo Norte el 21 de abril de 1908 con dos hombres inuit, Ahwelah y Etukishook, pero fue incapaz de probarlo y su reclamación no es ampliamente aceptada. Se descubrió que su afirmación era un engaño.
La conquista del polo Norte fue durante muchos años atribuida al ingeniero de la Marina Americana Robert Peary, que afirmó haber llegado al Polo el 6 de abril de 1909, acompañado del también americano Matthew Henson y de cuatro hombres inuit llamados Ootah, Seeglo, Egingwah, y Ooqueah. Aun así, la reclamación de Peary sigue siendo controvertida. La expedición que acompañó Peary en la etapa final del viaje no incluía nadie formado en navegación que pudiera confirmar con precisión el hito, que algunos afirman haber sido particularmente descuidado a medida que se acercaban al Polo.
Las distancias y velocidades que Peary afirma haber logrado cuando la última expedición de apoyo dio marcha atrás parecen increíbles para muchas personas, puesto que son casi tres veces más grandes que las que habían hecho hasta entonces. La narración de Peary del viaje al Polo y regreso, viajando a lo largo de una línea directa - la única estrategia coherente con los datos de tiempos que aportó - se contradice con los datos de Henson que menciona desviaciones tortuosas para evitar aperturas al hielo y otros elementos peligrosos. La velocidad que informó en su última semana (135 millas náuticas en 6 días) nunca ha sido igualada en el hielo del océano Ártico, incluso en moto de nieve.
El explorador británico Wally Herbert, inicialmente partidario de Peary, investigó sus registros en 1989 y llegó a la conclusión que tenían que haber sido falsificados y que Peary no había llegado al Polo. El apoyo a Peary llegó de nuevo en 2005, cuando el explorador británico Tom Avery y cuatro compañeros recrearon el marco de la expedición de Peary en su viaje con réplicas de madera, trineos de perros esquimales del Canadá y otros equipos, llegando al polo Norte en 36 días, 22 horas - casi cinco horas más rápido que Peary. Avery escribe en su lugar web que "la admiración y el respeto que tengo por Robert Peary, Matthew Henson y los cuatro inuits que se aventuraron hacia el norte en 1909, ha crecido enormemente desde que salimos del cabo Colúmbia. Habiendo visto por mí mismo como viajó a través de la capa de hielo, estoy más convencido que nunca de que Peary llegó al polo Norte.”
La primera alegación de un vuelo sobre el polo fue hecha el 9 de mayo de 1926, por un oficial de la marina de los Estados Unidos Richard E. Byrd y Floyd Bennett pilotando un avión Fokker trimotor. A pesar de ser verificada en aquel momento por la Marina de los Estados Unidos y un comité de la National Geographic Society, esta afirmación ha sido discutida.
De acuerdo con Standish, "Cualquier que esté familiarizado con los hechos y tenga un mínimo de razonamiento lógico no puede evitar llegar a la conclusión que ni Cook ni Peary, ni Byrd llegaron al Polo Norte; y todos lo sabían."
Según algunos, la primera vez que se puede considerar que se llegó al Polo -basándose en hechos consistentes, verificados y científicos- fue el 12 de mayo de 1926. Y fue el explorador noruego Roald Amundsen, con su patrocinador estadounidense Lincoln Ellsworth, desde el dirigible "Norge". El "'Norge", a pesar de ser de propiedad noruega, fue diseñado y pilotado por el italiano Umberto Nobile. El vuelo se inició en Svalbard y cruzó el Océano Ártico hasta Alaska. Nobile, junto con varios científicos y la tripulación del "Norge", sobrevolaron el Polo por segunda vez el 24 de mayo de 1928 con el dirigible "Italia". El "Italia" se estrelló en su regreso del Polo con la pérdida de la mitad de la tripulación, en cuya misión de búsqueda perdió la vida Amundsen.

### 1940-actualidad
La primera conquista  confirmada del polo norte sobre la superficie del hielo fue la de Ralph Plaisted, Walt Pederson, Gerry Pitzl y Bombardier, Jean-Luc, que viajó por el hielo en moto de nieve y llegó el 19 de abril de 1968.[cita requerida]
El 2 de agosto de 2007 dos batiscafos rusos Mir realizaron una inmersión en el océano Glacial Ártico, en el polo norte, e instalaron en el fondo una bandera rusa, así como una cápsula con mensaje para generaciones venideras.[cita requerida]
En 2007 el programa de televisión Top Gear de la BBC hizo un episodio especial, en el que los presentadores realizaron un viaje en coche especialmente preparado al polo norte desde Canadá, aunque no se trató del polo norte geográfico, sino la posición del año 1996 del polo norte magnético (78°35′7″N 104°11′9″O / 78.58528, -104.18583).
Usando vehículos terrestres, el polo norte geográfico fue alcanzado por primera vez el 26 de abril de 2009 por la expedición rusa MLAE-2009 (МЛАЭ-2009), que consistía en dos automóviles anfibios Yemelia-1 (Емеля-1) y Yemelia-2 con remolques. La expedición fue comandada por el constructor de los vehículos, Vasili Yelagin.
El 10 de abril de 2013, el argentino Juan Benegas llegó a pie al polo norte geográfico a partir de la base rusa Barneo, distante unos 170 km del objetivo. Fue acompañado por cinco rusos, dos de los cuales fueron evacuados a los dos días de iniciada la marcha al no poder soportar las bajísimas temperaturas, además de un italiano y un belga.

## Flora y fauna

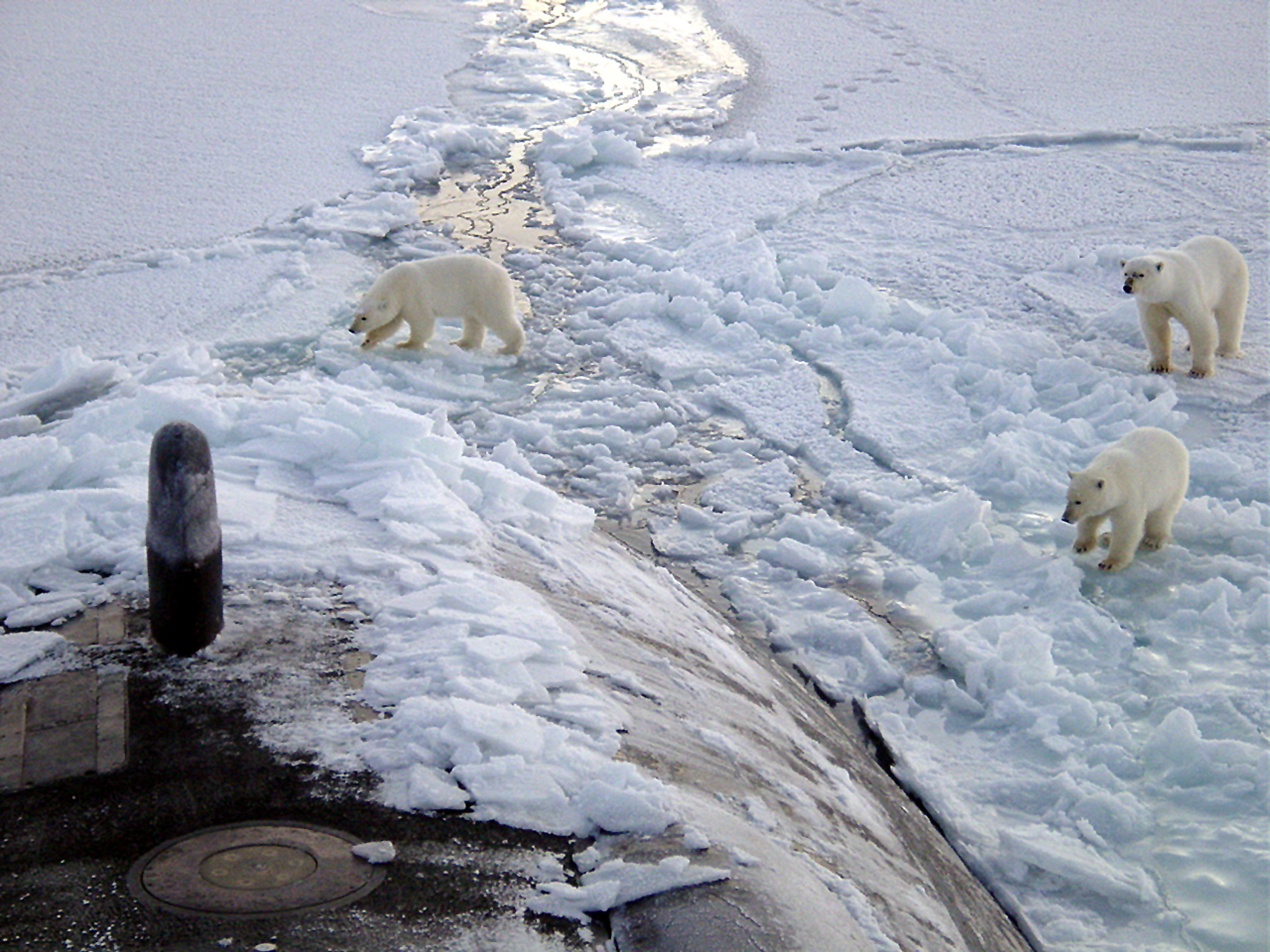
Tres osos polares se acercan a la proa a estribor del submarino de ataque rápido USS Honolulu (SSN 718) mientras emergían a 451 km del Polo Norte. Vistos por un vigía desde el puente del submarino, los osos investigaron el barco durante casi 2 horas antes de partir.

La presencia de osos polares se considera rara más allá de los 82° norte, debido a la escasez de alimentos, aunque a veces se los puede seguir la pista hasta las proximidades del polo Norte, y en 2006 una expedición informó del avistamiento de un oso polar a sólo 1,6 km (1 milla) del Polo. La foca anillada también ha sido vista en el Polo, así como el zorro ártico, ejemplares del cual se han observado a menos de 60 km del pol a 89° 40′ N.
En cuanto a los pájaros, cerca de Polo se han visto ejemplares de Plectrophenax nivalis, de Fulmarus glacialis y de Rissa tridactyla, aunque algunas observaciones pueden ser distorsionadas por el hecho que las aves tienden a seguir los barcos y expediciones.
También se han visto peces en las aguas del polo Norte, a pesar de que estos son probablemente pocos en número. Un miembro del equipo ruso que bajó hasta los fondos marinos del polo Norte en agosto de 2007 informó que no había visto ninguna criatura viviente.

## Noche y día
En el polo Norte, el Sol está permanentemente por encima del horizonte durante los meses de verano y por debajo del horizonte durante los meses de invierno. El orto es justo antes del equinoccio vernal (alrededor del 19 de marzo), el Sol se toma tres meses para llegar a su punto más alto del cercando de los 23½° de elevación en solsticio estival (alrededor del 21 de junio), posteriormente empieza a bajar, llegando al ocaso inmediatamente después del equinoccio de otoño (alrededor del 24 de septiembre). Cuando el sol es visible en el cielo polar, parece que se mueve en un círculo hacia la derecha sobre el horizonte. Este círculo se eleva gradualmente desde cerca del horizonte justo después del equinoccio de primavera en su máxima elevación (en grados) sobre el horizonte en el solsticio de verano y después va bajando antes de desaparecer por debajo el horizonte en el equinoccio de otoño.
El crepúsculo civil es un periodo de dos semanas que se produce antes del amanecer y después del atardecer; el crepúsculo náutico es un periodo de cinco semanas que se produce antes del amanecer y después de la puesta del Sol y el crepúsculo astronómico que dura siete semanas y se produce antes del amanecer y después del atardecer.
Estos efectos son causados por una combinación de la inclinación axial de la Tierra y su revolución alrededor del sol. La dirección de la inclinación del eje de la Tierra, así como su ángulo respecto al plan de la órbita terrestre alrededor del sol continúa siendo casi constando a lo largo de un año (los dos cambian muy lentamente en largos periodos). A mediados del verano septentrional, el polo Norte está orientado hacia el sol en su máxima extensión. En el transcurso del año cuando la Tierra va cercando el sol, el polo Norte se aleja gradualmente del solo hasta que a mediados del invierno llega en su punto más alejado del sol. Una secuencia parecida se observa al polo Sur, con una diferencia de seis meses.

## Hora
En la mayoría de los lugares de la Tierra, la hora local es determinada por la longitud, de manera que la hora del día es más o menos sincronizada con la posición del sol en el cielo (por ejemplo, al mediodía el sol está más o menos en su mayor altura). Esta línea de razonamiento no tiene sentido en el polo norte, donde el sol sale y se pone solo una vez por año, y todas las líneas de longitud, y por lo tanto todas las zonas horarias, convergen. No hay presencia humana permanente en el polo norte y no hay zona horaria en particular asignada. Las expediciones polares pueden utilizar cualquier zona horaria que les sea conveniente, como la hora del meridiano de Greenwich, o la zona horaria del país del que partieron.[cita requerida]

## Clima

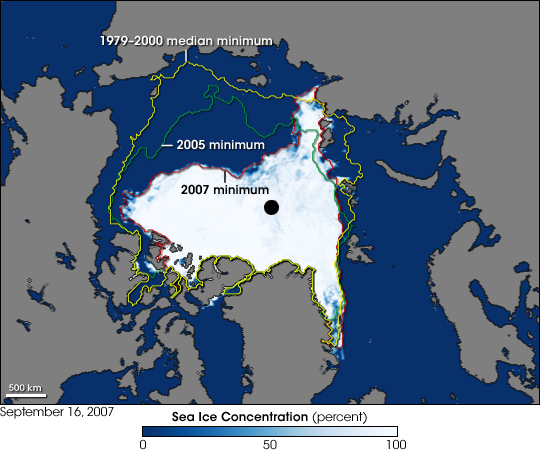
Contracciones del hielo del Ártico en 2007

El polo norte es sustancialmente más caliente que el polo sur, ya que se encuentra a nivel del mar en medio de un océano (que actúa como un reservorio de calor), en lugar de en la altura de una masa de tierra continental.
En invierno (enero) las temperaturas en el polo norte pueden variar de aproximadamente de -43 °C a -26 °C, tal vez con un promedio de alrededor de -34 °C. Las temperaturas de verano (junio, julio y agosto) en promedio son alrededor del punto de congelación (0 °C). La temperatura más alta registrada hasta ahora es de 7,2 °C, mucho más caliente que el récord de solo -12.3 °C del polo sur.
El hielo marino en el polo norte es típicamente de alrededor de 2 a 3 m de espesor, aunque el espesor del hielo, su extensión espacial y la fracción de aguas abiertas dentro de la bolsa de hielo pueden variar rápida y profundamente en respuesta al tiempo y el clima. Los estudios han demostrado que el espesor medio del hielo ha disminuido en los últimos años. Es probable que el calentamiento global haya contribuido a la expansión de Groenlandia por  ello, pero no es posible atribuir del todo la reciente abrupta disminución en el grosor al calentamiento observado en el Ártico. Los informes también han pronosticado que en próximas décadas el océano Ártico estará completamente libre de hielo en el verano. Esto podría tener implicaciones comerciales significativas, más adelante.
La retirada del hielo marino del Ártico acelerará el calentamiento global, ya que con menos cubierta de hielo refleja menos radiación solar, y esto puede tener repercusiones importantes sobre el clima mediante la contribución a la generación de ciclones árticos.

## Reclamos territoriales en el polo norte
Bajo el derecho internacional, ningún país posee el polo norte o la región del océano Ártico que lo rodea. Los cinco países árticos circundantes, Rusia, Noruega, Dinamarca (Groenlandia), Canadá, y Estados Unidos (Alaska), están limitados a unas 200 millas náuticas (370 km; 230 millas) de zona económica exclusiva alrededor de sus costas, y el área más allá es administrada por la Autoridad Internacional de los Fondos Marinos.